# Harem (álbum)
Harem (en español: Lugar prohibido) es un álbum de estudio de la cantante soprano Sarah Brightman, lanzado en 2003. Combina la voz operística de la cantante, con ritmos del Medio Oriente. 
Nota: El álbum fue lanzado al mercado con el sistema de seguridad Copy Control en algunas regiones.

## Lista de canciones
1. "Harem" – 5:45 (cover de "Canção do Mar" por Amália Rodrigues)
2. "What a Wonderful World" – 3:40 (cantada originalmente por Louis Armstrong)
3. "It's a Beautiful Day" – 3:56 (adaptación del aria Un Bel Di Vedremo de la ópera Madama Butterfly de Giacomo Puccini)
4. "What You Never Know" – 3:24
5. "The Journey Home" – 4:56 (cover de la canción de Bombay Dreams)
6. " Free" – 3:45
7. "Mysterious Days" – 5:17 (feat. Ofra Haza)
8. "The War is Over" (feat. Kazem Al Sahir y Nigel Kennedy) – 5:15
9. "Misere Mei" – 0:54
10. "Beautiful" – 4:35 (cover de "Beautiful" por la banda Mandalay)
11. "Arabian Nights: – 8:50
12. "Stranger in Paradise" – 4:27 (adaptada de Polovetsian Dances por Alexander Borodin.
13. "Until the End of Time" – 4:32

### Canciones adicionales
1. "You Take My Breath Away" (Versión americana) - 6:50
2. "Guéri de Toi" (Versión internacional) - 3:50 (versión en francés de "Free")
3. "Tout Ce Que Je Sais" (Versión canadiense) - 3:28 (versión en francés de "What You Never Know")
4. "Sarahbande" (Versión japonesa) - 3:60
5. "Namida: When Firebirds Cry" (Harem Ultimate Edition) - 4:10
6. "Where Eagles Fly" (canción nunca lanzada al mercado, junto Eric Adams de Manowar) - 3:53

(CD promoción únicamente)
1. "La luna" (Bucharest 2004)- 5:30

- Datos: Q4185706